# Solo (film, 2023)
Pour les articles homonymes, voir Solo (film) et Solo.
Pour plus de détails, voir Fiche technique et Distribution.
Solo est un film dramatique québécois réalisé par Sophie Dupuis sorti en 2023.
Le film met en vedette Théodore Pellerin, Félix Maritaud et Anne-Marie Cadieux.

## Synopsis
Simon, un jeune drag queen de Montréal, s'engage dans une relation toxique avec un nouveau collègue Olivier, un populaire travesti. Il tente aussi de renouer avec sa mère Claire, chanteuse d'opéra, qu'il a toujours idéalisée et qu'il n'a pas vu depuis qu'elle a quitté le Canada 15 ans plus tôt.

## Fiche technique
- Titre original : Solo
- Réalisation et scénario : Sophie Dupuis
- Photographie : Mathieu Laverdière
- Montage : Marie-Pier Dupuis, Dominique Fortin, Maxim Rheault
- Musique : Charles Lavoie
- Production : Étienne Hansez
- Société de production : Bravo Charlie
- Société de distribution : Axia Films
- Pays de production :  Canada
- Langue originale : français
- Format : couleur — numérique
- Genre : drame
- Durée : 102 minutes
- Dates de sortie :
  - Canada : 9 septembre 2023 (première au Festival international du film de Toronto)[1]
  - Canada : 15 septembre 2023 (sortie en salle au Québec)[2]

## Distribution
- Théodore Pellerin : Simon
- Félix Maritaud : Olivier
- Anne-Marie Cadieux : Claire
- Jean Marchand
- Vlad Alexis
- Tommy Joubert
- Alice Moreault
- Marc-André Leclair

## Bande sonore
La bande originale comprend des pièces d'ABBA, Chaka Khan, Marie Davidson, CRi, Donna Summer, Dominique Fils-Aimé, Alma Faye Brooks, Filippin & Runah, Sophie Ellis-Bextor et Mitsou.

## Production
Le film est entré en production en 2022, sous le titre provisoire Drag.
Dupuis reconnaît le risque que le film puisse être controversé dans le climat politique actuel autour de la légitimité du drag. Elle décrit le film comme un « geste d'activisme » en défense de la forme d'art.

## Festival
Le film est présenté en première mondiale au Festival international du film de Toronto 2023, où il est nommé le meilleur film canadien le 17 septembre 2023. 
Il sera aussi le film d'ouverture du Festival de cinéma de la Ville de Québec.